# Bořetín, Jindřichův Hradec
Bořetín là một làng thuộc huyện Jindřichův Hradec, vùng Jihočeský, Cộng hòa Séc.